# У шкрипцу
У шкрипцу је била југословенска a данас српска музичка група новог таласа који је формиран 1980. године у Београду.

## Име
Првобитна имена групе била су Пролог за велики хаос и Фурије фуриозно фурају. Услед сталних проблема са набавком опреме 1980. мењају име и постају У шкрипцу.

## Чланови бенда
Прву поставу групе чинили су: 
- Зоран Вуловић — клавијатуре
- Милан Делчић Делча — певач
- Александар Васиљевић — гитара
- Александар Лукић Лука — бас
- Милош Обреновић — бубањ

Као млади радили су као новинари сарадници у емисији „Млади нови свет“ која је касније прерасла у „Ритам срца“ па затим у Радио Б92. На почетку каријере осмислили су „Памфлет“, концепт који је био мешавина рекламе за измишљене производе и театра са елементима хумора и ироније.
Највећу популарност су стекли по београдским и загребачким клубовима а сарађивали су и са Сашом Хабићем, Слободаном Шајином и Момчилом Рајином. Године 1983. прелазе у Југотон и објављују албум „О је“ који је опорезован као шунд али од стране публике и критике проглашен за најбољи албум те године.
Албум „Будимо заједно“ није направио успех као претходни па група престаје да постоји неко време. После краће паузе 1986. године долази до поновног окупљања групе и до промене састава, Дејан Шкопеља постаје нови басиста за албум 1987. године. По почетку сукоба у Југославији престају са радом и окупљају се повремено само за веће наступе (Студентски протести, Гитаријада). По распаду групе Делчић се посветио даљој каријери, Вулoвић менаџерском послу, а Васиљевић и Лукић свом новом бенду под именом „Фамилија“.

## Дискографија

#### Синглови
- „Нове године“/ „Београд спава“ (Југотон 1983)

#### Албуми
- „Године љубави“ (ПГП РТС 1982)
- „О је“ (Југотон 1983)
- „Нове године“ (Југотон 1983. мини ЛП)
- „Будимо заједно“ (Југотон 1985)
- „У шкрипцу“ (Југодиск 1987)
- „Изгледа да ми смо сами“ (ПГП РТБ 1990)